# Savennières
Savennières – miejscowość i gmina we Francji, w regionie Kraj Loary, w departamencie Maine i Loara.
Według danych na rok 2010 gminę zamieszkiwało 1 375 osób, a gęstość zaludnienia wynosiła 64 osoby/km².